# Fronteira República Centro-Africana–Sudão do Sul
A fronteira entre a República Centro Africana e o Sudão do Sul é a linha com cerca de 682 km de extensão, sentido NO-SE, que separa o sudeste da República Centro-Africana do território do Sudão do Sul.
Tem início ao norte na tríplice fronteira dos dois países com o Sudão e vai até o sul na fronteira tríplice de ambos com a República Democrática do Congo. Separa, do norte para o sul: os estados sul sudaneses de Bahr al Ghazal Ocidental e Equatória Ocidental e as prefeituras administrativas centro-africanas de Vakaga, Haute-Kotto e Haut-Mbomou.

## Descrição
O ponto exato de partida da fronteira no norte está em disputa, devido ao fato de que tanto o Sudão quanto o Sudão do Sul reivindicam a região de Kafia Kingi, que está atualmente sob administração sudanesa.  Começando na tríplice fronteira de facto, a fronteira segue para o sul por uma curta distância, antes de desviar para sudeste.  O traçado segue então uma série de linhas muito irregulares por terra na direção sudeste até a tríplice fronteira com a República Democrática do Congo. A fronteira segue aproximadamente a divisão da bacia hidrográfica do Nilo-Congo. 

## Formação
A República Centro-Africana é antiga posse francesa do Ubangui-Chari (1905), que se junta ao Gabão e Congo, formando a África Equatorial Francesa em 1910. A independência ocorre em 1960. Por sua vez, o Sudão foi muito disputado entre o Egito e o Império Britânico no século XIX. Chega a ser um domínio compartilhado entre os dois países no século XX. A independência vem em 1958.
Após um referendo, o Sudão do Sul declarou independência do Sudão em 9 de julho de 2011 e, portanto, herdou a maior parte da antiga fronteira República Centro-Africana-Sudão. A região da fronteira é remota e mal policiada, proporcionando um refúgio seguro para vários grupos rebeldes; acredita-se que o guerrilheiro Joseph Kony do Exército de Resistência do Senhor possa estar atualmente escondido na região da fronteira. 